# نورلاند
نورلاند (سوئدی: Norrland) یکی از سرزمین‌های سوئد است که ۹ استان در آن واقع شده اند و عبارتند از، انگرمانلاند، گستریکلاند، هلسینگلاند، هریدالن، یمتلاند، لاپلاند، مدلپاد، نوربوتن و وستربوتن.